# Norbert Wójtowicz

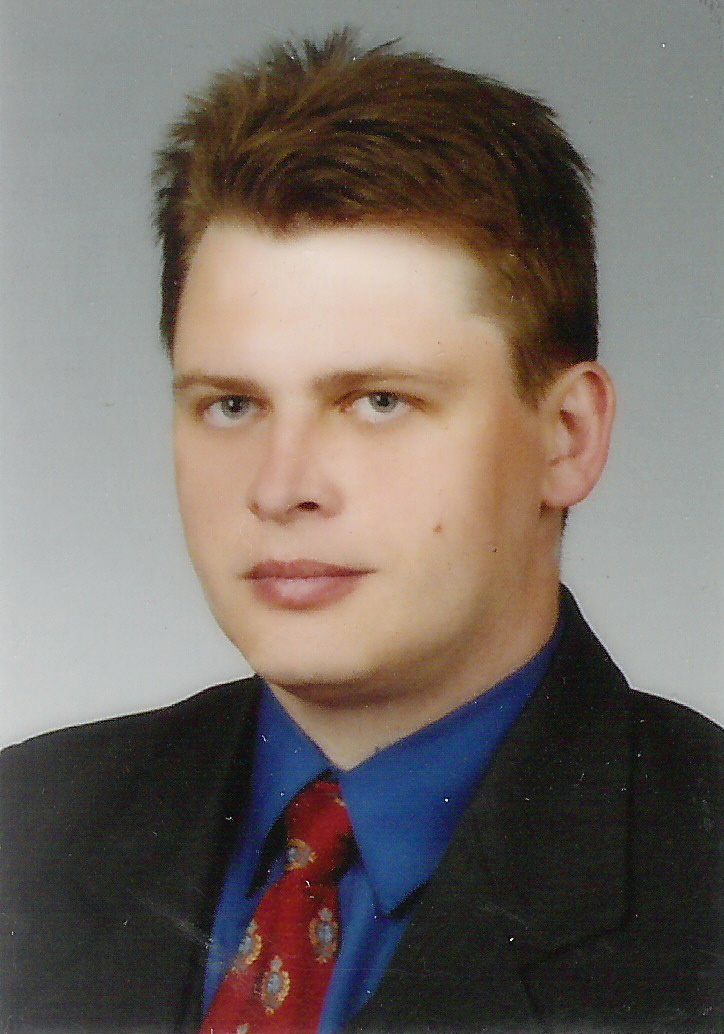
Norbert Wójtowicz

Norbert Wójtowicz, född 1 december 1972 i Płock, (Polen) är en polsk historiker och romersk-katolsk teolog.
Wójtowicz har studerat vid Uniwersytet Wrocławski i Wrocław och Papieski Fakultet Teologiczny i Wrocław. Han doktorerade vid Uniwersytet Wrocławski, där han nu undervisar i historia (Stereotyp masona w polskiej myśli politycznej 1918-1939). Wójtowicz var även ledamot i „Polskie Towarzystwo Heraldyczne” i Warszawa, „Towarzystwo Naukowe Płockie” i Płock, „Polskie Towarzystwo Hugenockie” i Warszawa. 
År 2006 arbetade han vid "Instytut Pamięci Narodowej - Komisja Ścigania Zbrodni przeciwko Narodowi Polskiemu" .

## Viktigaste verk
- 1997: Sztuka królewska. Historia i myśl wolnomularstwa na przestrzeni dziejów. ISBN 83-900696-3-6
- 1999: Wielki Architekt Wszechświata. Teologiczna krytyka masońskich wizji Boga. (Great Architect of the Universe. Theological critics of Masonic concepts of God). ISBN 83-910542-5-X
- 2005: Kampania antymasońska 1938. (Antimasonic campaign in 1938). ISBN 83-60048-10-X
- 2005: Rozmowy o masonerii. (Conversation about freemasonry). ISBN 83-60048-21-5
- 2006: Masoneria. Mały słownik. (Freemasonry. A small lexicon). ISBN 978-83-7192-307-4